# Samsung Life Insurance
Samsung Life Insurance (koreansk: 삼성생명, KRX: 032830

) er et sydkoreansk multinationalt forsikringsselskab med hovedsæde i Seoul i Sydkorea. Det er et datterselskab til Samsung. Virksomheden er det største forsikringsselskab i Sydkorea og en Fortune Global 500 virksomhed.
Samsung Lifes kerneprodukter inkluderer livs- og sundhedsforsikringer og livrente. Samsung Life var et unoteret selskab da det blev grundlagt i 1957 i maj 2010 blev selskabet børsnoteret. Børsnoteringen var den største i Sydkoreas historie og gjorde Samsung Life til et af de mest værdifulde selskaber i Sydkorea, målt på aktiernes markedsværdi. Hovedsædet ligger overfor Namdaemun, en historisk port i hjertet af Seoul. 

## Historie
Fra begyndelsen i 1957 voksede virksomheden hurtigt og opnåede en ledende markedsposition efter 18 måneder. Siden da har Samsung Life Insurance holdt sin markedsposition. Efter at virksomheden blev en del af Samsung-konglomeratet i 1963 opnåede den en vækstperiode.
I 1986 åbnede selskabet repræsentationskontorer i New York og Tokyo. Der blev etableret udenlandske aktiviteter i Thailand i 1997 og Kina i 2005. I 2006 var den det første sydkoreanske forsikrringsselskab der nåede en omsætning på 100 mia. Won. 12. maj 2010 blev Samsung Life Insurance børsnoteret.